# 3月12日 (旧暦)
旧暦3月12日は旧暦3月の12日目である。六曜は友引である。

## できごと
- 安政5年（グレゴリオ暦1858年4月25日） - 廷臣八十八卿列参事件。岩倉具視等攘夷派公家88人、修好通商条約勅許への反対を表明し座り込み
- 文久3年（グレゴリオ暦1863年4月29日） - 新選組が会津藩預かりになり、壬生浪士組と名乗る。

## 誕生日
- 寛永10年（グレゴリオ暦1633年4月20日） - 後光明天皇、110代天皇（+ 1654年）
- 宝永5年（グレゴリオ暦1708年5月2日） - 湯浅常山、儒学者（+ 1781年）

## 忌日
- 宝永2年（グレゴリオ暦1705年4月5日） - 伊藤仁斎、儒学者（* 1627年）
- 文化3年（グレゴリオ暦1806年4月30日） - 小野川喜三郎、5代横綱（* 1758年）